# Głębokie gardło (seks)

Głębokie gardło

Głębokie gardło (ang. deep throat, deepthroating, throat-fucking) – forma fellatio polegająca na wzięciu wzwiedzionego penisa w całości do jamy ustnej i gardła (niekiedy wraz z moszną).
Technika ta jest wykonywana zwykle w pozycjach, w których osoba penetrowana leży na plecach, a mężczyzna wprowadza penisa do jej jamy ustnej i gardła (możliwe jest wykonywanie także nieznacznych ruchów frykcyjnych). Jednocześnie partnerka/partner może stymulować językiem mosznę. Podczas wprowadzania penisa do gardła może dojść do podrażnienia podniebienia miękkiego i wywołania odruchu wymiotnego.
Akt ten został przedstawiony m.in. w filmie pornograficznym Głębokie gardło z udziałem Lindy Lovelace z 1972 roku.